# Petr Novák (zápasník)
Petr Novák (* 17. dubna 1988 Liberec) je český zápasník – klasik.

## Sportovní kariéra
Zápasení se věnoval od 5 let v Chrastavě pod vedením Aloise Stahoně. Jako nadějného dorostence si ho v 15 letech stáhl do vrcholového sportovního centra mládeže v Havlíčkově Brodě trenér Zdeněk Švec. V české mužské reprezentaci se pohyboval od roku 2009 v kategorii do 74 kg (velterová váha). V roce 2012 neuspěl v olympijské kvalifikaci pro start na olympijských hrách v Londýně. V roce 2016 byl pozitivně testován na meldonium a kvůli pozastavené činnosti přišel o kvalifikační turnaje na olympijské hry v Riu.
Od roku 2017 startuje v neolympijské váze do 82 (80) kg.

## Výsledky
| Olympijské hry     |    | —   |     |     |     | —   |     |   |     | —   |     |     |     | X |     |     |    |  |  |  |  |  |  |  |  |  |
| Mistrovství světa  | —  |     | —   | —   | —   |     | úč. | — | —   |     | —   | úč. | úč. |   | úč. | úč. |    |  |  |  |  |  |  |  |  |  |
| Evropské hry       |    |     |     |     |     |     |     |   |     |     |     |     | úč. |   |     |     |    |  |  |  |  |  |  |  |  |  |
| Mistrovství Evropy | —  | —   | —   | —   | —   | —   | úč. | — | úč. | úč. | úč. | úč. | úč. | X | 8.  | úč. | 8. |  |  |  |  |  |  |  |  |  |
| MS juniorů         | —  |     | —   | —   | —   | úč. |     |   |     |     |     |     |     |   |     |     |    |  |  |  |  |  |  |  |  |  |
| ME juniorů         |    | —   | —   | úč. | úč. | 5.  |     |   |     |     |     |     |     |   |     |     |    |  |  |  |  |  |  |  |  |  |
| ME dorostenců      | 7. | úč. | úč. |     |     |     |     |   |     |     |     |     |     |   |     |     |    |  |  |  |  |  |  |  |  |  |